# Copidita biparticollis
Copidita biparticollis es una especie de coleóptero de la familia Oedemeridae.

## Distribución geográfica
Habita en Brasil.